# Турчинівський парк
Турчи́нівський парк — парк-пам'ятка садово-паркового мистецтва місцевого значення в Україні. Об'єкт природно-заповідного фонду Житомирської області. 
Розташований на території Чуднівського району Житомирської області, в селі Турчинівка. 
Площа 11 га. Статус отриманий у 1970 році. Перебуває у віданні Турчинівського СПТУ-30. 
Статус надано для збереження давнього парку, завнованого в першій половині XIX ст. Зростають насадження місцевих деревних порід, деякі екземпляри віком 160—180 років. На території парку розташований Палац Терещенків-Уварових.